# Кравчук Андрій Олексійович
Андрій Олексійович Кравчук (нар. 12 жовтня 1995, м. Харків) — актор Львівського академічного драматичного театру імені Лесі Українки.

## Життєпис
Народився 12 жовтня 1995 року в м. Харків.
З 2013 по 2017 рр. — навчання у Львівському національному університеті імені Івана Франка, факультет культури і мистецтв, спеціальність «Актор театру та кіно» (майстер курсу — Галина Воловецька).

## Акторські роботи в театрі
Львівський академічний драматичний театр імені Лесі Українки
- 2017 — «Калігула» Альбера Камю; реж. Олексій Кравчук — Сціпіон
- 2017 — «Різдвяна історія» за мотивами повісті Чарлза Дікенса; реж. Олена Апчел — Клерк Боб Кретчит, Молодий Скрудж
- 2017 — «Зачарована принцеса»; реж. Олена Бондар-Сєрова — Дерево
- 2018 — «Слава героям?» Павла Ар'є; реж. Олексій Кравчук — Солдат
- 2018 — «Любов)» вистава-дослідження за мотивами драми «Блакитна троянда» Лесі Українки; реж. Артем Вусик — Острожин
- 2018 — «Боженька»; реж. Ігор Білиць — Їжачок

Львівський академічний театр імені Леся Курбаса
- (введення) — 2000 — «Хвала Еросу» за твором «Бенкет» Платона; реж. Володимир Кучинський — Ерос